# 奥格·弗兰森
奥格·弗兰森（丹麥語：Aage Frandsen，1890年10月18日—1968年3月24日），丹麦男子竞技体操运动员。他曾代表丹麦获得1920年夏季奥运会体操比赛男子团体自由式金牌。他于1968年在哥本哈根去世。